# Giải bóng đá chuyên nghiệp Ả Rập Xê Út
Giải bóng đá chuyên nghiệp Ả Rập Xê Út (tiếng Ả Rập: دوري المحترفين السعودي, Dawriyy al-Muḥtarifayni as-Suʿūdī; tiếng Anh: Saudi Pro League, ngắn gọn là SPL), thường được biết đến với tên gọi Roshn Saudi League (ngắn gọn là RSL) vì lý do tài trợ, là hạng đấu cao nhất của bóng đá trong hệ thống giải đấu Ả Rập Xê Út. Nó đã hoạt động như một giải đấu vòng tròn tính điểm từ mùa giải khai mạc cho đến 1989–90, sau đó, Liên đoàn Ả Rập Xê Út quyết định hợp nhất Liên đoàn bóng đá với Cúp Nhà vua thành một giải đấu và bổ sung Golden Box. Golden Box sẽ là cuộc đấu loại trực tiếp cuối mùa diễn ra giữa bốn đội hàng đầu của mùa giải thông thường. Các đội này sẽ thi đấu ở vòng bán kết để giành chức vô địch Ả Rập Xê Út. Giải đấu trở lại thể thức thi đấu vòng tròn một lượt vào mùa giải 2007–08.
Hiệp hội cũng thường xuyên được xếp hạng với hệ số cao nhất ở châu Á do các câu lạc bộ của hiệp hội có thành tích ổn định và thành công tại AFC Champions League.
Mùa thi đấu đầu tiên là mùa giải 1976–77. Al-Hilal là đội thành công nhất, nắm giữ 19 danh hiệu trong lịch sử và gần đây nhất là vào mùa giải 2023–24.

## Các đội hiện tại
Để biết chi tiết về Giải Vô địch quốc gia Ả Rập Xê Út 2024–25, xem tại đây.
Ghi chú: Các đội được liệt kê theo thứ tự bảng chữ cái.
| Đội        | Địa điểm        | Sân vận động                                                   | Sức chứa     |
| ---------- | --------------- | -------------------------------------------------------------- | ------------ |
| Al-Ahli    | Jeddah          | King Abdullah Sports City                                      | 62,345       |
| Al-Ettifaq | Dammam          | Al-Ettifaq Club Stadium                                        | 15,000       |
| Al-Fateh   | Al-Hasa (Hofuf) | Al-Fateh Stadium                                               | 11,000       |
| Al-Fayha   | Al Majma'ah     | Al Majma'ah Sports City                                        | 7,000        |
| Al-Hilal   | Riyadh          | Kingdom Arena                                                  | 26,000       |
| Al-Ittihad | Jeddah          | King Abdullah Sports City                                      | 62,345       |
| Al-Khaleej | Saihat          | Prince Mohamed bin Fahd Stadium (Dammam)                       | 35,000       |
| Al-Kholood | Ar Rass         | Al-Hazem Club Stadium                                          | 8,000        |
| Al-Nassr   | Riyadh          | Al-Awwal Park                                                  | 25,000       |
| Al-Okhdood | Najran          | Prince Hathloul bin Abdul Aziz Sports City                     | 12,000       |
| Al-Orobah  | Sakakah         | Al-Orobah Club Stadium                                         | 7,000        |
| Al-Qadsiah | Khobar          | Prince Saud bin Jalawi Stadium                                 | 15,000       |
| Al-Raed    | Buraidah        | King Abdullah Sport City Stadium                               | 25,000       |
| Al-Riyadh  | Riyadh          | Prince Turki bin Abdul Aziz Stadium                            | 15,000       |
| Al-Shabab  | Riyadh          | Al-Shabab Club Stadium                                         | 15,000       |
| Al-Taawoun | Buraidah        | King Abdullah Sport City Stadium Al-Taawoun Club Stadium       | 25,000 5,961 |
| Al-Wehda   | Mecca           | King Abdul Aziz Stadium                                        | 38,000       |
| Damac      | Khamis Mushait  | Prince Sultan bin Abdul Aziz Stadium (Abha) Damac Club Stadium | 20,000 5,000 |

## Nhà vô địch

### Danh sách nhà vô địch
| #  | Mùa giải | Vô địch    | Á quân     |
| -- | -------- | ---------- | ---------- |
| N  | 1974–75  | Al-Nassr   | Al-Hilal   |
| -  | 1975–76  | Hủy bỏ     | Hủy bỏ     |
| 1  | 1976–77  | Al-Hilal   | Al-Nassr   |
| 2  | 1977–78  | Al-Ahli    | Al-Nassr   |
| 3  | 1978–79  | Al-Hilal   | Al-Nassr   |
| 4  | 1979–80  | Al-Nassr   | Al-Hilal   |
| 5  | 1980–81  | Al-Nassr   | Al-Hilal   |
| 6  | 1981–82  | Al-Ittihad | Al-Shabab  |
| 7  | 1982–83  | Al-Ettifaq | Al-Hilal   |
| 8  | 1983–84  | Al-Ahli    | Al-Ittihad |
| 9  | 1984–85  | Al-Hilal   | Al-Shabab  |
| 10 | 1985–86  | Al-Hilal   | Al-Ittihad |
| 11 | 1986–87  | Al-Ettifaq | Al-Ahli    |
| 12 | 1987–88  | Al-Hilal   | Al-Ettifaq |
| 13 | 1988–89  | Al-Nassr   | Al-Shabab  |
| 14 | 1989–90  | Al-Hilal   | Al-Ahli    |
| 15 | 1990–91  | Al-Shabab  | Al-Nassr   |
| 16 | 1991–92  | Al-Shabab  | Al-Ettifaq |
| 17 | 1992–93  | Al-Shabab  | Al-Hilal   |
| 18 | 1993–94  | Al-Nassr   | Al-Riyadh  |
| 19 | 1994–95  | Al-Nassr   | Al-Hilal   |
| 20 | 1995–96  | Al-Hilal   | Al-Ahli    |
| 21 | 1996–97  | Al-Ittihad | Al-Hilal   |
| 22 | 1997–98  | Al-Hilal   | Al-Shabab  |
| 23 | 1998–99  | Al-Ittihad | Al-Ahli    |
| 24 | 1999–00  | Al-Ittihad | Al-Ahli    |
| 25 | 2000–01  | Al-Ittihad | Al-Nassr   |
| 26 | 2001–02  | Al-Hilal   | Al-Ittihad |
| 27 | 2002–03  | Al-Ittihad | Al-Ahli    |
| 28 | 2003–04  | Al-Shabab  | Al-Ittihad |
| 29 | 2004–05  | Al-Hilal   | Al-Shabab  |
| 30 | 2005–06  | Al-Shabab  | Al-Hilal   |
| 31 | 2006–07  | Al-Ittihad | Al-Hilal   |
| 32 | 2007–08  | Al-Hilal   | Al-Ittihad |
| 33 | 2008–09  | Al-Ittihad | Al-Hilal   |
| 34 | 2009–10  | Al-Hilal   | Al-Ittihad |
| 35 | 2010–11  | Al-Hilal   | Al-Ittihad |
| 36 | 2011–12  | Al-Shabab  | Al-Ahli    |
| 37 | 2012–13  | Al-Fateh   | Al-Hilal   |
| 38 | 2013–14  | Al-Nassr   | Al-Hilal   |
| 39 | 2014–15  | Al-Nassr   | Al-Ahli    |
| 40 | 2015–16  | Al-Ahli    | Al-Hilal   |
| 41 | 2016–17  | Al-Hilal   | Al-Ahli    |
| 42 | 2017–18  | Al-Hilal   | Al-Ahli    |
| 43 | 2018–19  | Al-Nassr   | Al-Hilal   |
| 44 | 2019–20  | Al-Hilal   | Al-Nassr   |
| 45 | 2020–21  | Al-Hilal   | Al-Shabab  |
| 46 | 2021–22  | Al-Hilal   | Al-Ittihad |
| 47 | 2022–23  | Al-Ittihad | Al-Nassr   |
| 48 | 2023–24  | Al-Hilal   | Al-Nassr   |
| 49 | 2024–25  |            |            |

### Theo câu lạc bộ
| # | Câu lạc bộ | Vô địch | Á quân |
| - | ---------- | ------- | ------ |
| 1 | Al-Hilal   | 19      | 13     |
| 2 | Al-Ittihad | 9       | 8      |
| 3 | Al-Nassr   | 9       | 7      |
| 4 | Al-Shabab  | 6       | 6      |
| 5 | Al-Ahli    | 3       | 9      |
| 6 | Al-Ettifaq | 2       | 3      |
| 7 | Al-Fateh   | 1       | 0      |
| 8 | Al-Riyadh  | 0       | 1      |

### Tổng số danh hiệu giành được theo thành phố
| Thành phố | Tổng số danh hiệu | Câu lạc bộ                                 |
| --------- | ----------------- | ------------------------------------------ |
| Riyadh    | 34                | Al-Hilal (19), Al-Nassr (9), Al-Shabab (6) |
| Jeddah    | 12                | Al-Ittihad (9), Al-Ahli (3)                |
| Dammam    | 2                 | Al-Ettifaq (2)                             |
| Al-Hasa   | 1                 | Al-Fateh (1)                               |

## Số lần tham gia giải đấu
Tính đến năm 2024, 39 câu lạc bộ đã tham dự giải bóng đá hàng đầu của Ả Rập Xê Út. Chỉ có ba câu lạc bộ chưa từng xuống hạng là Al-Nassr, Al-Hilal và Al-Ittihad.
Lưu ý: Các số liệu dưới đây tính đến mùa giải 2024–25. Các đội được in đậm là những đội tham dự giải hiện tại.
- 49 mùa: Al-Hilal, Al-Ittihad, Al-Nassr
- 48 mùa: Al-Shabab, Al-Ahli
- 46 mùa: Al-Ettifaq
- 40 mùa: Al-Wehda
- 37 mùa: Al-Qadsiah
- 25 mùa: Al-Raed, Al-Riyadh, Al-Tai
- 18 mùa: Al-Taawoun
- 16 mùa: Al-Nahda, Al-Fateh
- 13 mùa: Al-Faisaly
- 11 mùa: Al-Najma, Ohod
- 10 mùa: Al-Hazem
- 9 mùa: Al-Ansar, Najran, Al-Khaleej
- 7 mùa: Abha, Al-Shoulla, Damac, Al-Fayha
- 6 mùa: Hajer, Al-Batin
- 4 mùa: Al-Rawdhah
- 3 mùa: Al-Kawkab, Al-Jabalain, Al-Orobah
- 2 mùa: Al-Adalah, Sdoos, Al-Watani, Al-Okhdood
- 1 mùa: Al-Arabi, Al-Ain, Al-Kholood, Okaz

## Cầu thủ xuất sắc

### Bàn thắng
Tính đến các trận đấu diễn ra ngày 26 tháng 2 năm 2022
Chữ in đậm cho biết một cầu thủ vẫn thi đấu ở Pro League.
| Xếp Hạng | Cầu thủ              | Câu lạc bộ                                  | Năm       | Số bàn thắng | Số trận | Tỷ lệ |
| -------- | -------------------- | ------------------------------------------- | --------- | ------------ | ------- | ----- |
| 1        | Majed Abdullah       | Al-Nassr                                    | 1977–1997 | 189          | 194     | 0.97  |
| 2        | Nasser Al-Shamrani   | Al-Wehda, Al-Shabab, Al-Hilal, Al-Ittihad   | 2003–2019 | 167          | 301     | 0.55  |
| 3        | Omar Al Somah        | Al-Ahli                                     | 2014–     | 137          | 162     | 0.94  |
| 4        | Fahad Al-Hamdan      | Al-Riyadh                                   | 1985–2000 | 120          | 252     | 0.48  |
| 5        | Yasser Al-Qahtani    | Al-Qadsiah, Al-Hilal                        | 2000–2018 | 112          | 206     | 0.56  |
| 6        | Mohammad Al-Sahlawi  | Al-Qadsiah, Al-Nassr, Al-Shabab, Al-Taawoun | 2005–     | 106          | 244     | 0.45  |
| 7        | Sami Al-Jaber        | Al-Hilal                                    | 1988–2007 | 101          | 268     | 0.38  |
| 8        | Hamzah Idris         | Ohod, Al-Ittihad                            | 1992–2007 | 96           | N/A     |       |
| 9        | Obeid Al-Dosari      | Al-Wehda, Al-Ahli                           | 1996–2005 | 93           | N/A     |       |
| 10       | Abderrazak Hamdallah | Al-Nassr, Al-Ittihad                        | 2018–     | 85           | 80      |       |

### Vua phá lưới theo mùa
| Mùa giải | Quốc gia             | Vua phá lưới                            | Câu lạc bộ           | Bàn thắng |
| 1975–76  | Ả Rập Xê Út          | Mohammad S. Abdeli                      | Al-Nassr             | 13        |
| 1976–77  | Ả Rập Xê Út          | Nasser Eid                              | Al-Qadsiah           | 7         |
| 1977–78  | Ả Rập Xê Út          | Motamad Khojali                         | Al-Ahli              | 14        |
| 1978–79  | Ả Rập Xê Út          | Majed Abdullah                          | Al-Nassr             | 18        |
| 1979–80  | Ả Rập Xê Út          | Majed Abdullah                          | Al-Nassr             | 17        |
| 1980–81  | Ả Rập Xê Út          | Majed Abdullah                          | Al-Nassr             | 21        |
| 1981–82  | Ả Rập Xê Út          | Khalid Al-Ma'ajil                       | Al-Shabab            | 22        |
| 1982–83  | Ả Rập Xê Út          | Majed Abdullah                          | Al-Nassr             | 14        |
| 1983–84  | Ả Rập Xê Út          | Hussam Abu Dawood                       | Al-Ahli              | 14        |
| 1984–85  | Ả Rập Xê Út          | Hathal Dosari                           | Al-Hilal             | 15        |
| 1985–86  | Ả Rập Xê Út          | Majed Abdullah                          | Al-Nassr             | 15        |
| 1986–87  | Ả Rập Xê Út          | Mohammad Suwaidi                        | Al-Ittihad           | 17        |
| 1987–88  | Ả Rập Xê Út          | Khalid Al-Ma'ajil                       | Al-Shabab            | 12        |
| 1988–89  | Ả Rập Xê Út          | Majed Abdullah                          | Al-Nassr             | 19        |
| 1989–90  | Ả Rập Xê Út          | Sami Al-Jaber                           | Al-Hilal             | 16        |
| 1990–91  | Ả Rập Xê Út          | Fahad Al-Mehallel                       | Al-Shabab            | 20        |
| 1991–92  | Ả Rập Xê Út          | Saeed Al-Owairan                        | Al-Shabab            | 16        |
| 1992–93  | Ả Rập Xê Út          | Sami Al-Jaber                           | Al-Hilal             | 18        |
| 1993–94  | Sénégal              | Moussa Ndao                             | Al-Hilal             | 15        |
| 1994–95  | Ả Rập Xê Út          | Fahd Al-Hamdan                          | Al-Riyadh            | 15        |
| 1995–96  | Ghana                | Ohene Kennedy                           | Al-Nassr             | 14        |
| 1996–97  | Maroc                | Ahmed Bahja                             | Al-Ittihad           | 21        |
| 1997–98  | Ả Rập Xê Út          | Sulaiman Al-Hadaithy                    | Al-Najma             | 15        |
| 1998–99  | Ả Rập Xê Út          | Obeid Al-Dosari                         | Al-Wehda             | 20        |
| 1999–00  | Ả Rập Xê Út          | Hamzah Idris                            | Al-Ittihad           | 33        |
| 2000–01  | Angola               | Paulo da Silva                          | Al-Ettifaq           | 13        |
| 2001–02  | Sénégal              | Diene Faye                              | Al-Riyadh            | 10        |
| 2002–03  | Ecuador              | Carlos Tenorio                          | Al-Nassr             | 15        |
| 2003–04  | Ghana · Bờ Biển Ngà  | Godwin Attram Kandia Traoré             | Al-Shabab Al-Hilal   | 15        |
| 2004–05  | Sénégal              | Mohammed Manga                          | Al-Shabab            | 15        |
| 2005–06  | Ả Rập Xê Út          | Essa Al-Mehyani                         | Al-Wehda             | 16        |
| 2006–07  | Ghana                | Godwin Attram                           | Al-Shabab            | 13        |
| 2007–08  | Ả Rập Xê Út          | Nasser Al-Shamrani                      | Al-Shabab            | 18        |
| 2008–09  | Ả Rập Xê Út · Maroc  | Nasser Al-Shamrani Hicham Aboucherouane | Al-Shabab Al-Ittihad | 12        |
| 2009–10  | Ả Rập Xê Út          | Mohammad Al-Shalhoub                    | Al-Hilal             | 12        |
| 2010–11  | Ả Rập Xê Út          | Nasser Al-Shamrani                      | Al-Shabab            | 17        |
| 2011–12  | Ả Rập Xê Út · Brasil | Nasser Al-Shamrani Victor Simões        | Al-Shabab Al-Ahli    | 21        |
| 2012–13  | Argentina            | Sebastián Tagliabué                     | Al-Shabab            | 19        |
| 2013–14  | Ả Rập Xê Út          | Nasser Al-Shamrani                      | Al-Hilal             | 21        |
| 2014–15  | Syria                | Omar Al Somah                           | Al-Ahli              | 22        |
| 2015–16  | Syria                | Omar Al Somah                           | Al-Ahli              | 27        |
| 2016–17  | Syria                | Omar Al Somah                           | Al-Ahli              | 24        |
| 2017–18  | Chile                | Ronnie Fernández                        | Al-Fayha             | 13        |
| 2018–19  | Maroc                | Abderrazak Hamdallah                    | Al-Nassr             | 34        |
| 2019–20  | Maroc                | Abderrazak Hamdallah                    | Al-Nassr             | 29        |
| 2020–21  | Pháp                 | Bafétimbi Gomis                         | Al-Hilal             | 24        |
| 2021–22  | Nigeria              | Odion Ighalo                            | Al-Hilal             | 24        |
| 2022–23  | Maroc                | Abderrazak Hamdallah                    | Al-Ittihad           | 21        |
| 2023–24  | Bồ Đào Nha           | Cristiano Ronaldo                       | Al-Nassr             | 35        |
| 2024–25  |                      |                                         |                      |           |

## Phát sóng
| Quốc gia           | Đơn vị phát sóng              | Nguồn  |
| ------------------ | ----------------------------- | ------ |
| MENA               | Shahid SSC channels           |        |
| Áo                 | Sportdigital                  | [ 14 ] |
| Đức                | Sportdigital                  | [ 14 ] |
| Thụy Sĩ            | Sportdigital                  | [ 14 ] |
| Úc                 | 10 Play                       | [ 15 ] |
| Balkan             | Sport Klub                    |        |
| Brunei             | Astro SuperSport              |        |
| Malaysia           | Astro SuperSport              |        |
| Vùng Caribe        | DirecTV                       |        |
| Nam Mỹ             | DirecTV                       |        |
| Pháp               | RMC Sport                     | [ 16 ] |
| Hy Lạp             | Cosmote Sport                 |        |
| Hồng Kông          | TVB                           |        |
| Ấn Độ              | Sony Sports Network           | [ 17 ] |
| Indonesia          | MNC Group (iNews, MNC Sports) | [ 18 ] |
| Ý                  | Sportitalia                   | [ 19 ] |
| Bồ Đào Nha         | Sport TV                      | [ 19 ] |
| Myanmar            | Sky Net                       |        |
| România            | Sport Extra                   |        |
| Châu Phi Hạ Sahara | StarTimes Sports              | [ 20 ] |
| Thái Lan           | True Sport                    |        |
| Thổ Nhĩ Kỳ         | S Sport, TVNET                | [ 21 ] |
| Việt Nam           | VieON                         |        |